# Narsipatnam
Narsipatnam è una suddivisione dell'India, classificata come census town, di 32.483 abitanti, situata nel distretto di Visakhapatnam, nello stato federato dell'Andhra Pradesh. In base al numero di abitanti la città rientra nella classe III (da 20.000 a 49.999 persone).

## Geografia fisica
La città è situata a 17° 40' 0 N e 82° 37' 0 E e ha un'altitudine di 57 m s.l.m..

## Società

### Evoluzione demografica
Al censimento del 2001 la popolazione di Narsipatnam assommava a 32.483 persone, delle quali 15.923 maschi e 16.560 femmine. I bambini di età inferiore o uguale ai sei anni assommavano a 3.680, dei quali 1.854 maschi e 1.826 femmine. Infine, coloro che erano in grado di saper almeno leggere e scrivere erano 21.525, dei quali 11.846 maschi e 9.679 femmine.